# Ariyalur
Ariyalur (en tamil: அரியலூர் [aɾijaluːɾ]) es una ciudad de la India, capital del distrito homónimo en el estado de Tamil Nadu.
En 2011, el municipio que forma la ciudad tenía una población de 28 902 habitantes, siendo sede de un taluk con una población total de 255 749 habitantes.
Se ubica unos 50 km al noreste de Tiruchirapalli, sobre la carretera 136 que une Perambalur con Thanjavur.

## Geografía
Se encuentra a una altitud de 77 m s. n. m. a 267 km de Chennai, en la zona horaria UTC +5:30.

## Clima
| Parámetros climáticos promedio de Ariyalur (1981–2001) | Parámetros climáticos promedio de Ariyalur (1981–2001) | Parámetros climáticos promedio de Ariyalur (1981–2001) | Parámetros climáticos promedio de Ariyalur (1981–2001) | Parámetros climáticos promedio de Ariyalur (1981–2001) | Parámetros climáticos promedio de Ariyalur (1981–2001) | Parámetros climáticos promedio de Ariyalur (1981–2001) | Parámetros climáticos promedio de Ariyalur (1981–2001) | Parámetros climáticos promedio de Ariyalur (1981–2001) | Parámetros climáticos promedio de Ariyalur (1981–2001) | Parámetros climáticos promedio de Ariyalur (1981–2001) | Parámetros climáticos promedio de Ariyalur (1981–2001) | Parámetros climáticos promedio de Ariyalur (1981–2001) | Parámetros climáticos promedio de Ariyalur (1981–2001) |
| Mes                                                    | Ene.                                                   | Feb.                                                   | Mar.                                                   | Abr.                                                   | May.                                                   | Jun.                                                   | Jul.                                                   | Ago.                                                   | Sep.                                                   | Oct.                                                   | Nov.                                                   | Dic.                                                   | Anual                                                  |
| ------------------------------------------------------ | ------------------------------------------------------ | ------------------------------------------------------ | ------------------------------------------------------ | ------------------------------------------------------ | ------------------------------------------------------ | ------------------------------------------------------ | ------------------------------------------------------ | ------------------------------------------------------ | ------------------------------------------------------ | ------------------------------------------------------ | ------------------------------------------------------ | ------------------------------------------------------ | ------------------------------------------------------ |
| Temp. máx. abs. (°C)                                   | 42.0                                                   | 42.4                                                   | 42.4                                                   | 45.4                                                   | 48.4                                                   | 42.0                                                   | 41.5                                                   | 49.6                                                   | 44.4                                                   | 42.2                                                   | 42.2                                                   | 42.4                                                   | 49.6                                                   |
| Temp. máx. media (°C)                                  | 31.2                                                   | 33.2                                                   | 36.2                                                   | 38.2                                                   | 39.1                                                   | 37.5                                                   | 36.6                                                   | 36.2                                                   | 35.6                                                   | 34.5                                                   | 32.4                                                   | 31.3                                                   | 35.2                                                   |
| Temp. mín. media (°C)                                  | 21.1                                                   | 21.7                                                   | 23.8                                                   | 26.5                                                   | 26.9                                                   | 26.6                                                   | 26.2                                                   | 25.9                                                   | 24.9                                                   | 24.0                                                   | 22.7                                                   | 21.6                                                   | 24.3                                                   |
| Temp. mín. abs. (°C)                                   | 15.2                                                   | 13.0                                                   | 15.2                                                   | 20.0                                                   | 15.6                                                   | 21.9                                                   | 19.4                                                   | 20.6                                                   | 19.8                                                   | 18.2                                                   | 13.0                                                   | 15.2                                                   | 13.0                                                   |
| Lluvias (mm)                                           | 15.4                                                   | 8.0                                                    | 7.1                                                    | 35.1                                                   | 35.9                                                   | 18.1                                                   | 41.0                                                   | 69.2                                                   | 97.6                                                   | 99.6                                                   | 100.4                                                  | 91.2                                                   | 618.6                                                  |
| Días de lluvias (≥ 1 mm)                               | 1.0                                                    | 0.5                                                    | 0.5                                                    | 0.8                                                    | 1.8                                                    | 1.0                                                    | 2.7                                                    | 3.5                                                    | 5.3                                                    | 5.9                                                    | 5.4                                                    | 4.4                                                    | 32.8                                                   |
| Humedad relativa (%)                                   | 69                                                     | 60                                                     | 52                                                     | 50                                                     | 52                                                     | 52                                                     | 53                                                     | 57                                                     | 63                                                     | 72                                                     | 77                                                     | 75                                                     | 61                                                     |
| Fuente: India Meteorological Department                |                                                        |                                                        |                                                        |                                                        |                                                        |                                                        |                                                        |                                                        |                                                        |                                                        |                                                        |                                                        |                                                        |